# Quần đảo San Andrés, Providencia và Santa Catalina
Quần đảo San Andrés, Providencia và Santa Catalina (tiếng Tây Ban Nha: Archipiélago de San Andrés, Providencia y Santa Catalina, phát âm [aɾtʃiˈpjelaɣo ðe ˌsan anˈdɾes pɾoβiˈðensja i ˌsanta kataˈlina]), hoặc tên thường gọi đó là San Andrés y Providencia, là một trong những các sở của Colombia. Nó bao gồm hai nhóm đảo cách Colombia khoảng 775 km (482 mi) về phía tây bắc, và tám ngân hàng và rạn san hô xa xôi. Hòn đảo lớn nhất của quần đảo được gọi là San Andrés và thủ đô của nó là San Andrés. Các hòn đảo lớn khác là Quần đảo Providencia và Santa Catalinanằm ở phía đông bắc của San Andrés; thủ đô của họ là Santa Isabel.